# Пастушина Олександра Іванівна
Олександра Іванівна Пастушина (Пастушин) (1913, село Голосковичі, тепер Бродівського району Львівської області — ?) — українська радянська діячка, селянка, голова Бродівського районного комітету товариства Червоного Хреста Львівської області. Депутат Верховної Ради СРСР 2-го скликання від Львівської області.

## Біографія
Народилася в багатодітній бідній селянській родині Івана Ковальчука. З тринадцятирічного віку наймитувала, працювала у сільському господарстві.
У 1935 році приєдналася до підпільного комуністичного революційного руху, співпрацювала у Міжнародній організації допомоги борцям революції (МОДР), збирала кошти для політичних в'язнів.
У 1940 — червні 1941 року — колгоспниця колгоспу імені Сталіна села Голосковичі Пониковецького району Львівської області.
Під час німецької окупації залишалася в рідному селі, працювала у сільському господарстві. У березні 1944 року був заарештований і страчений німецькою владою її чоловік Федір Пастушин, який до війни очолював колгосп у селі Голосковичах. Олександра Пастушина втекла до міста Бродів, де працювала чорноробом.
З серпня 1944 року — на технічній роботі в Бродівській районній лікарні Львівської області. Обиралася головою Бродівського районного осередку Червоного Хреста. Як краща активістка Бродівського району була призначена делегатом 1-ї обласної наради селян Львівської області. З 1945 року навчалася на курсах радянських працівників при ЦК КП(б)У.
Кандидат у члени ВКП(б) з 1946 року.
З 1946 року — завідувачка Бродівського районного відділу соціального забезпечення Львівської області.
Потім працювала у колгоспі «Правда» села Пониковиці Бродівського району Львівської області.